# نبرد گوگ‌تپه
در سال ۱۸۸۱، نبرد گوک‌تپه، رویداد اصلی در لشکرکشی ۱۸۸۰/۸۱ روس‌ها برای تسخیر قبیله ترکمن تِکّه بود. نتیجهٔ این نبرد، تسلط امپراتوری روسیه بر بخش اعظمی از آنچه امروزه ترکمنستان است، و در نتیجه تقریباً تکمیل فتح آسیای مرکزی توسط روس‌ها بود.
این نبرد با نام‌های دیگری همچون دِنگیل‌تپه یا دَنگیل‌تپه نیز شناخته می‌شود. منابع در این مورد یکسان نیستند، اما به نظر می‌رسد دِنگیل‌تپه هم به نام قلعه و هم به نام یک تپه کوچک یا تپه خاکی در گوشه شمال غربی قلعه اشاره دارد. «گوک‌تپه» (تپه آبی) به نظر می‌رسد به منطقه عمومی، شهر امروزی، روستایی در نزدیکی و کوهی در جنوب اشاره دارد.
اسکراین می‌گوید که این قلعه مساحتی حدود ۲٫۶ کیلومتر مربع (۱ مایل مربع) را در بر می‌گرفته‌است، با دیوارهای گلی به ضخامت ۵٫۵ متر (۱۸ فوت) و ارتفاع ۳ متر (۱۰ فوت) در داخل و خندقی به عمق ۱٫۲ متر (۴ فوت) در بیرون، اگرچه ابعاد دیگری نیز ذکر شده‌است. این منطقه بخشی از واحه آخال بود که در آن، جریان‌هایی که از رشته‌کوه کوپه‌داغ سرازیر می‌شدند، از کشاورزی آبی حمایت می‌کردند.
پس از آنکه روس‌ها توانستند حکومت‌های بخارا ۱۲۸۴ و خیوه ۱۲۸۹ را تحت کنترل خود بگیرند سپس  نوبت ترکمن‌هایی بود که در میان قلمرو خانات بخاراو خیوه و قاجار مستقر بودند. این ترکمن‌ها به صورت مستقل از حکومت قاجار زندگی می‌کردند و تنها در صورت قدرتمند بودن حکومت مرکزی حاضر به اطاعت بودند. محل اصلی تجمع ترکمن‌ها در قزل‌رباط بود.

## نخستین تلاش
در بهار ۱۸۷۸ م. عملیات سرکوبی ترکمن‌ها آغاز شد. ژنرال نیکلا پاولویچ لوماکین در این عملیات ناکام ماند و مجبور به فرار به سوی چیکشی‌لر شد. در اینجا روس‌ها به تجدید قوا پرداختند؛ فرماندهٔ آن‌ها تغییر کرد.

## دومین تلاش
ژنرال لازاروف با ۱۸٬۰۰۰ سپاهی و ۶٬۰۰۰ جهاز شتر خود را آمادهٔ رویارویی با ترکمن‌ها کرد ولی این دفعه مستقیماً با آن‌ها روبه رو نشد. او در امتداد رود اترک حرکت کرد شهرهای آخال و مرو را به تصرف درآورد. لازاروف تلاش خود را برای سرکوبی تراکمه در گوک‌تپه به خرج داد ولی در زمان لازاروف دچار بیماری شد و درگذشت. در طول عملیات یک شاهزاده خانم روسی به نام پائولین از سواره‌نظام روس حمایت می‌کرد.

## سومین تلاش
پس از مرگ لازاروف، ژنرال لوماکین نیروهای روس را ساماندهی کرد و از بامی در ۴ سپتامبر ۱۸۷۸ به سوی گوک‌تپه حرکت کرد. در گوک‌تپه ترکمنان تحت محاصره قرار گرفتند به طوری که در این محاصره حدود ۵٬۰۰۰ زن و بچه نیز حضور داشتند. این مسئله ترکمن‌ها را مجبور می‌کرد تا با دشمن بجنگند تا اینکه کشته شوند اما اسیر نشوند. پس از یک شب ترکمن‌ها مجبور شدند که تسلیم نیروهای روسی شوند؛ ولی ترکمن‌ها نیروهای پیشتاز روس برای مصالحه را کشتند و بنا را بر نافرمانی گذاشتند. پس از مدتی نیروهای روس با وعدهٔ ترکمن‌ها به خاطر تجهیزات نظامی به سوی دریای خزر عقب‌نشینی کردند.

## چهارمین تلاش
در ۱۱ ژوئن میخاییل اسکوبلوف مناطق حاشیهٔ رودخانهٔ ساری‌سو را تحت کنترل خود درآورد و آمادهٔ محاصرهٔ گوگ‌تپه شد. اسکوبلوف برای زیر نظر داشتن ترکمن‌ها قلعه‌ای را در حاشیهٔ گوگ‌تپه با نام ینگی‌قلعه ایجاد کردند. ترکمن‌ها برای شکستن محاصرهٔ گوگ‌تپه دست به شبیخون‌هایی زدند؛ ولی در هر حال ابتکار عمل در دست روس‌ها بود، آن‌ها با ایجاد تونل بر استحکامات ترکمن‌ها در گوگ‌تپه نفوذ کردند؛ نیروهای روس برای اینکار ۱٬۸۰۰ کیلو دینامیت به کارگرفتند. عملیات تصرف قلعه از ساعت ۷ صبح ۲۴ ژانویهٔ ۱۸۸۱ آغاز شد و تا ساعت ۱۱:۳۰ ادامه پیدا کرد.

## پیامدها

### تصرف مرو
پس از انقیاد گوگ‌تپه، روس‌ها با جمعی از ترکمن‌ها به مرو حمله کردند و آن شهر را متصرف شدند. (۱۸۸۴ میلادی) روس‌ها پس از تصرف مرو به سوی هرات حرکت کردند.

### پیمان آخال
ناصرالدین‌شاه با مشاهدهٔ پیشروی روس‌ها برای عقد این قرارداد وزیر خارجه‌اش مؤتمن‌الملک را به دیدار ایوان زینوویف فرستاد تا پیمانی را در تهران امضا کنند. با این پیمان، ناصرالدین‌شاه که هیچ‌گاه نتوانسته بود ترکمن‌ها را شکست دهد، حکومت روسیه را بر این مناطق به رسمیت شناخت و ایران و روسیه برای نخستین‌بار در ناحیهٔ شرق دریای خزر با یکدیگر همسایه شدند.
پیمان آخال تأثیر دوگانه‌ای بر ایران داشت. از یک‌سو ایران تا حدی از یورش‌های ترکمن‌ها رهایی می‌یافت؛ اما این امر به بهای گران از دست‌رفتن سرزمین‌هایی به دست آمد که ناصرالدین شاه ادعای سلطنت بر آن‌ها را داشت. همچنین خط مرزی کاملاً به نفع روس‌ها طراحی شده بود. به گفتهٔ لرد کرزن «روس‌ها در ضمن انعقاد قرارداد مرزی اولاً کوه‌های بلند مرتفع سرحدی را در مرز خودشان انداختند، سپس سرچشمهٔ رودخانه‌ها را نیز جزء خاک روسیه ثبت کردند که هروقت اراده نمایند آب را از دِه‌های ایران قطع کنند و در نتیجه محصول خراسان را تباه سازند.» گذشته از این، دولت ایران تعهد کرده بود که اجازه ندهد در امتداد رودهایی که وارد خاک روسیه می‌شود، روستای نو ساخته شود یا اراضی زراعی آن مناطق گسترش یابد یا برای زمین‌های در حال کشت بیش از حد آب مصرف شود.
پیمان آخال همچنین به ضرر ترکمن‌ها بود و با مصالح سنتی قوم ترکمن همخوانی نداشت. میان آنان مرز کشیده شده و در دو کشور قرار گرفته و اتحاد آنان به هم خورد. یموت‌های ایران که بر اساس موافقت‌نامه دو دولت هرسال برای چراندن گله‌های خود به آن سوی مرز کوچ می‌کردند، باید به هر دو دولت مالیات می‌دادند و این موضوع مقامات روسی و ایرانی را در جمع‌آوری مالیات دچار مشکل کرده بود.